# Невера
Невера је појам који је настао негацијом вере и има огроман дијапазон употребе. Невера се употребљавала и као израз за непослушност, издају, ускраћивање дужне службе, огрешење о истину али и гажење брачне верности (прељубе). Израз се користио и за изражавање јереси и паганства. Такође, то је један од најтежих злочина у српском средњовековном кривичном праву.

## Србија
О невери сведоче чињенице пре и након Душановог законика и постоје три врсте таквих података.
Племићки сталеж (властела) је имаo бенефицију у да непосредно врши службу за владара. Та привилегија се састојала од војне али и других функција које би им владар поверио. Невера је била кривично дело намењено за властелу. Као такво, она је значила непослушност према владару односно ускраћивање поверене службе. То је био злочин који од половине XIII века припада реду царских дугова за које се одговара пред владаревим или државним судом. Главна казна која је била заступљена за такву врсту невере била је конфискација целокупне имовине кривца. У тежим случајевима, кривца би погађала и лична казна (најчешће смртна).
Друга врста података говори о томе да су се често изрицале казне за друге злочине које су биле исте као и оне предвиђене за неверу. Често се могао чути израз „да се распе и и накаже по закону како и неверник“. Трећи индикатор јесу казне конфискације имовине које су се највероватније примењивале али нажалост нема података да су се стварно користиле и личне казне.
Душанов законик је задржао основе обичајног права у случају невере. У њему је прописано како се третирају људи који приме нечијег човека без царевог писма или они који би грабили имовину побеглог властелина или властелића. Најважнија новина коју је увео је ограничење одговорности искључиво на неверникову кућу, а не на читав род.
Кривица се утврђивала индивидуално, није одговарао брат за брата ни отац за сина ако су одељени, али је материјално била одговорна кућа којој је неверник припадао. 

## Босна
У средњовековној Босни најтежа „кривина“ (противправна радња) против државе и владара јесте била невера. То је дело које је могао да изврши само властелин. Кривицу неверника би утврђивао станак односно од друге половине XIV века чланови Цркве босанске. За разлику од средњовековне Србије, овде је владар имао могућност само да оптужи кривца али не и да му суди. Када би властелин починио неверу све гарантије које је добио „вјером господском“ би престале да постоје. Казна за поступак су наизменично биле глоба и смртна казна. Сама санкција је зависила од политичког односа снага између владара и властеле, поготово велике властеле. Конфискација имовине и смртна казна су биле блаже у односу на српску верзију. 